# 린시티
린시티(Lincity)는 자유-오픈 소스 소프트웨어 건설 및 관리 시뮬레이션 게임으로, 심시티와 유사한 개념으로 플레이어가 도시의 사회 경제 관리를 제어할 수 있다. 플레이어는 적절한 건물, 서비스 및 인프라를 구입하여 도시를 개발할 수 있다. 이 게임의 이름은 원래 도시 건설 게임인 심시티의 제목에 대한 리눅스 참조이자 언어 유희이며 GNU 일반 공중 사용 허가서 v2로 출시되었다.

## 같이 보기
- 시뮤트랜스
- 오픈TTD
- 심시티 (1989년 비디오 게임)